# Naboje
Naboje (cyr. Набоје) – wieś w Serbii, w okręgu raskim, w gminie Tutin. W 2011 roku liczyła 221 mieszkańców.